# Tylostega
Tylostega is een geslacht van vlinders van de familie van de grasmotten (Crambidae), uit de onderfamilie van de Spilomelinae. De wetenschappelijke naam voor dit geslacht is voor het eerst gepubliceerd in 1894 door Edward Meyrick.

## Soorten
- Tylostega chrysanthes Meyrick, 1894
- Tylostega lata Du & Li, 2008
- Tylostega luniformis Du & Li, 2008
- Tylostega mesodora Meyrick, 1894
- Tylostega pectinata Du & Li, 2008
- Tylostega photias Meyrick, 1894
- Tylostega serrata Du & Li, 2008
- Tylostega tylostegalis (Hampson, 1900)
- Tylostega valvata Warren, 1896